# Félix Rodríguez de la Fuente
Pour les articles homonymes, voir De la Fuente.

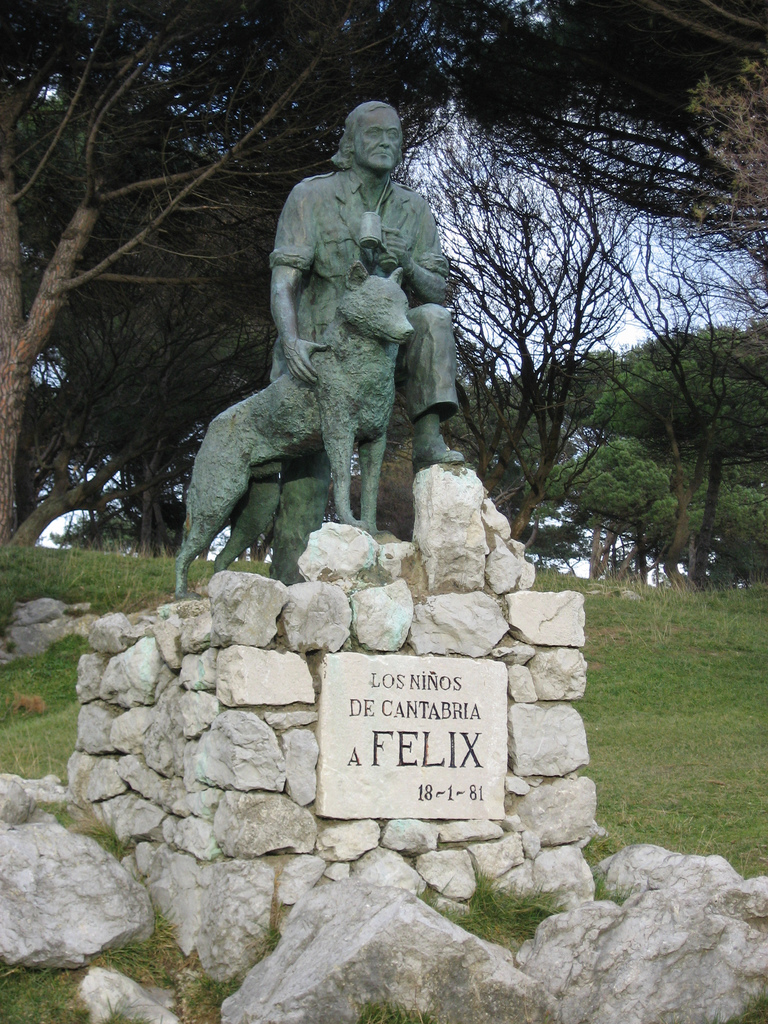
Statue de Félix Rodríguez de la Fuente à Santander.

Félix Samuel Rodríguez de la Fuente (14 mars 1928 — 14 mars 1980) est un naturaliste et homme de radio et télévision espagnol, pionnier de la défense de l'environnement en Espagne. Il a produit et réalisé la très réussie et influente série de documentaires El hombre y la Tierra (1974 — 1980).
Diplômé en médecine et autodidacte en biologie, il était une figure charismatique aux multiples facettes dont l'influence a perduré malgré les années qui ont passé. En 1960, il est devenu l'un des fauconniers personnels du roi Saoud d'Arabie après avoir impressionné le gouvernement saoudien avec deux spécimens attrayants au nom de Franco, ce qui lui a permis de devenir populaire et de produire sons premiers programmes documentaires, Señores del espacio (1965) et Alas y garras (1966). Ses connaissances couvraient des domaines tels que la fauconnerie et l'éthologie, mettant l'accent sur l'étude des loups. Rodríguez de la Fuente a également été guide d'expédition et photographe de safaris en Afrique, conférencier et écrivain, et a grandement contribué à la sensibilisation à l'environnement en Espagne à une époque où le conservationnisme était inconnu dans le pays. Il a ainsi été crédité comme "le père de l'environnementalisme" en Espagne. Son impact a été non seulement national mais aussi international et on estime que ses programmes télévisés, qui ont été diffusés dans de nombreux pays, ont été vus par des millions de personnes.
Tout au long des années 1970, il a entrepris divers projets d'édition tels que l'encyclopédie La Faune (1970-1973) compilée par une équipe de jeunes biologistes, dont Miguel Delibes de Castro, Javier Castroviejo, Cosme Carlos Morillo et Vallecillo , entre autres. Remplir des brochures hebdomadaires de 24 pages de l'encyclopédie a été un défi qui a duré trois ans. En Espagne, l'encyclopédie a vendu dix-huit millions de volumes. Il a ensuite été traduit en quatorze langues et publié sur les cinq continents, devenant un ouvrage de référence majeur - Delibes a rappelé des années plus tard avoir trouvé l'encyclopédie parmi les étagères des musées des sciences naturelles à travers l'Europe.
Entre 1973 et 1980, il crée sa série documentaire la plus célèbre, El Hombre y la Tierra (L'Homme et la Terre) qui se divise en trois parties: la série ibérique, sud-américaine et nord-américaine. La série ibérique se composait de trois parties et d'une quatrième partie inachevée. La série sud-américaine a été tournée en 1973 au Venezuela à Los Llanos, dans les bassins de l'Orénoque et de l'Amazonie. Conçu à l'origine comme une production de huit épisodes, suffisamment de matériel a été filmé pour dix-huit épisodes. Malheureusement, seuls les épisodes du Canada et de l'Alaska de la série américaine ont été filmés en raison de sa mort prématurée. La série complète comprenait 124 épisodes, la plupart tournés en Espagne. Ils utilisaient un film 35 mm, ce qui posait à l'époque d'importants défis logistiques et techniques. La série a acquis une reconnaissance internationale. Sa bande originale mémorable composée par Antón García Abril est vite devenue reconnaissable à tous. Les réalisations notables de la série comprenaient le tournage d'espèces pour la première fois, comme le desman pyrénéen. En utilisant des animaux imprégnés qui s'étaient habitués à la présence humaine, mais qui conservaient leurs schémas comportementaux naturels, son équipe a filmé des images époustouflantes. Parmi eux, les séquences de chasse au loup et l'aigle royal capturant un mouflon sont notoires. Les séquences tournées avec des loups l'ont obligé à devenir membre de la meute pendant le processus d'imprégnation. La série a été diffusée dans de nombreux pays, gagnant un large public. En Espagne, il a été primé (Premio Ondas, Antena de Oro) et internationalement (Festival de Télévision de Monte-Carlo). Il est à noter que les épisodes ne comportaient pas de scénario de pré-tournage: Felix a improvisé le développement de chaque chapitre.
Inspiré par des auteurs comme Pierre Teilhard de Chardin et Rémy Chauvin, il espérait un monde futur où les humains vivront en harmonie avec la nature.
Felix Rodriguez de la Fuente était connu pour être un ferme opposant à la pratique de la tauromachie : ses citations sont depuis reprises par des associations espagnoles de défense du bien-être animal,,.
Le 14 mars 1980, Félix Rodriguez de la Fuente meurt dans un tragique accident d’avion en Alaska. Les circonstances entourant ce décès n’ont pas été entièrement clarifiées à l’époque, mais la question soulève encore de la poussière.
« Quel bel endroit pour mourir », a déclaré le naturaliste avant de prendre l’avion où il a perdu la vie en prémonition.
En avril 1980, la ville de Burgos lui a décerné la médaille d'or de la ville à titre posthume.